# Santuário Nossa Senhora do Perpétuo Socorro
Santuário Nossa Senhora do Perpétuo Socorro esta localizado na cidade de Curitiba, capital do estado brasileiro do Paraná.

## História
Inaugurada em 1969, o santuário é a ampliação da antiga igreja católica da “Capela da Glória”, fundada em 1960, no mesmo local onde se encontra o santuário. Os Missionários Redentoristas, juntamente com o padre Egídio Gardiner, resolveram ampliar o espaço físico da antiga capela, em virtude da grande concentração das pessoas, mais missas e novenas.
Atualmente, mais de 35.000 pessoas, em média, participam da principal novena em adoração a Nossa Senhora do Perpétuo Socorro, que ocorre todas as quarta-feiras, durante todo o dia.

## Ligação externa
- site do santuário